# Josip Ivančić (glazbenik)
Josip Ivančić (Tomislavgrad, 20. ožujka 1979.), hrvatski je pjevač zabavne glazbe i poduzetnik. Poznat je pod nadimkom "princ dijaspore".
Glazbom se počinje baviti 1999., po završetku srednje škole. Izdao je tri studijska albuma.
U braku je sa suprugom Jelenom (rođ. Bosančić) s kojom ima sina Tomu i kćer Rozu Miu. Živi u Splitu.

## Diskografija
Albumi
- Turbo Folk Party (2002. / Song Zelex)[3]
- Josip Ivančić (2011. BN Music)[4]
- Oprosti dušo (2019. / DAMMIC)[5]

Singlovi
- "Zapalit ću pola grada"  - autor: Siniša Vuco
- "Kraljica diskoteka"  - autor: Boytronic
- "Ovog ljeta bit ćeš moja" (duet, DJ Dyx)  - autor: Djomla KS
- "Moja princezo" (duet, Olja Bajrami)  - autor: Nex Manojlović
- "Na kamenu rođen"  - autor: Nenad Ninčević
- "Viski" - (duet, Siniša Vuco)  - autor: Josip Ivančić
- "Na livade rosa pala" (duet, Mate Bulić)  - autor: Nenad Ninčević
- "Svatovi" - autor: Nenad Ninčević
- "Jedan takav lik"  - autor: Branimir Mihaljević

## Vanjske poveznice
- Društvene mreže: Facebook i Instagram